# کاژیمیش دیمک
کاژیمیش دِیمِـک (لهستانی: Kazimierz Dejmek؛ ‏ تلفظ لهستانی: [kaˈʑimjɛʂ]؛ ‏ ۱۷ مه ۱۹۲۴ – ۳۱ دسامبر ۲۰۰۲) یک کارگردان فیلم و سیاستمدار اهل لهستان بود.
او دانش‌آموختهٔ مدرسه فیلم لودز، و در دوران جنگ جهانی دوم یک پارتیزان بود.